# Maratón Guadalupe Reinas
El Maratón Guadalupe Reinas es un maratón de lectura iniciado por la asociación Librosb4tipos, en la que se promueve la lectura de libros de escritoras durante el período de tiempo entre el 12 de diciembre, día de la Virgen de Guadalupe en México, y el 6 de enero, día de los Reyes Magos. El propósito de la iniciativa es visibilizar la literatura y el trabajo intelectual creado por mujeres, además de abrir el diálogo sobre los libros y la misma selección que realiza cada quien al momento de elegir qué leer.
El evento digital, que se organiza en línea desde 2017, propone como meta la lectura de 10 libros escritos por mujeres en un lapso de 25 días, elegidos considerando una serie de consignas anunciadas a través de las redes sociales de Libros b4 Tipos el 1° de diciembre y que cambian cada año. Asimismo, se anima a las y los participantes que compartan sus selecciones de lecturas e impresiones utilizando el hashtag #GuadalupeReinas.

## Consignas

### 2024[6]
1. Lectura conjunta de Librosb4tipos
2. Un libro de una autora palestina o de ascendencia palestina
3. Libro con temática deportiva
4. Libro decimonónico (1800-1899)
5. Lectura sobre la lectura
6. Fanzine (publicación artesanal)
7. Un libro prestado
8. Libro recomendado por una mediadora de lectura o creadora de contenido
9. Libro sobre esperanza ambiental
10. Comodín (inventa tu propia consigna)

### 2023[4]
1. Lectura Conjunta de Librosb4Tipos - uno de los libros que la asociación leyó durante el año
2. Autora ganadora del Premio de Literatura Sor Juana Inés de la Cruz
3. Libro de alguna autora mencionada en una película, serie o canción
4. Autora que te ha inspirado a crear
5. Antología escrita y antologada por mujeres
6. Título pendiente de otra edición Guadalupe Reinas
7. Autora que no faltaría en tu mundo utópico
8. Séptimo libro o publicación de una autora
9. Alternativas de organización política y económica
10. Lectura sobre la naturaleza

### 2022[7]
1. Lectura Conjunta de Librosb4Tipos
2. Obra de teatro
3. Autora transgénero
4. Libro para sanar
5. Cuentos escritos por una mujer
6. Libro o historia para tu yo adolescente
7. Salud mental o psicológica
8. Texto de una autora con discapacidad
9. Lectura para compartir con amigas
10. Poesía infantil

### 2021[5]
1. Un libro que te recuerde a una de tus mujeres favoritas
2. Texto o historia en un formato no tradicional (fanzine, libro-objeto o tuiteratura)
3. Libro de autora disidente
4. Relectura de tu libro favorito
5. Fanfic
6. Libro de filosofía, historia o crítica literaria
7. Historia que se haya adaptado a serie, película o anime.
8. Libro de horror/terror.
9. Libro de autora con la que compartas signo zodiacal.

### 2020[2]
1. Lectura Conjunta de Librosb4Tipos
2. Libro favorito de una de tus mejores amigas
3. Divulgación científica
4. Ambientado en un mundo donde te gustaría vivir
5. Libro sobre labores de cuidado
6. Narrativa gráfica de libre divulgación digital (webcómic)
7. Libro que te haga sonreír, reír o carcajearte
8. Libro de una editorial independiente o autopublicado
9. Libro de una autora de tu región
10. Libro con un personaje fuera de la norma

### 2019[8]
1. Lectura Conjunta de Librosb4Tipos
2. Libro que le guste mucho a una mujer que admiras
3. Manga
4. Libro de cuentos
5. Texto periodístico
6. Libro con temática lésbica
7. Poesía latinoamericana
8. Libro escrito bajo un pseudónimo
9. Libro de desarrollo personal o bienestar
10. Libro publicado el año en que naciste

### 2018[9]
1. Libro de tu país de origen
2. Libro de un país que quieras visitar
3. Obra de teatro
4. Teoría feminista
5. Memoria o autobiografía
6. Obra de alguna de las 14 ganadoras del Premio Nobel
7. Libro favorito de alguna mujer que admires mucho
8. Escritora racializada
9. Con temática o representación LGBT+
10. Lectura Conjunta de Librosb4Tipos

### 2017[10]
1. Libro de poesía
2. Libro de autora de literatura infantil-juvenil
3. Libro de autora latinoamericana
4. Lectura Conjunta de Librosb4Tipos
5. Ensayo o libro de no-ficción
6. Cómic, novela gráfica, o libro ilustrado por una mujer
7. Libro de autora galardonada
8. Libro de ciencia ficción y/o fantasía
9. Libro clásico

## Lecturas Conjuntas #LeemosJuntas[11]
| Tématica                             | Autora                            | Título                                          | Nacionalidad         |
| 2016                                 | 2016                              | 2016                                            | 2016                 |
| ------------------------------------ | --------------------------------- | ----------------------------------------------- | -------------------- |
| N/A                                  | Chimamanda Ngozi Adichie          | Todos deberíamos ser feministas                 | Nigeria              |
| N/A                                  | Virginia Woolf                    | Una habitación propia                           | Inglaterra           |
| N/A                                  | Rosario Castellanos               | El eterno femenino                              | México               |
| N/A                                  | Alice Walker                      | El color púrpura (novela)                       | Estados Unidos       |
| N/A                                  | Gioconda Belli                    | La mujer habitada                               | Nicaragua            |
| N/A                                  | Ursula K. Le Guin                 | La mano izquierda de la oscuridad               | Estados Unidos       |
| 2017                                 |                                   |                                                 |                      |
| N/A                                  | Chimamanda Ngozi Adichie          | Americanah                                      | Nigeria              |
| N/A                                  | Virginie Despentes                | Teoría King Kong                                | Francia              |
| N/A                                  | Francesca Cavallo y Elena Favilli | Cuentos de buenas noches para niñas rebeldes    | Italia               |
| N/A                                  | Nellie Campobello                 | Cartucho                                        | México               |
| N/A                                  | Roxane Gay                        | Confeisones de una mala feminista               | Estados Unidos       |
| N/A                                  | Mónica B. Brozon                  | Vengadora                                       | México               |
| N/A                                  | Mónica Braun                      | Sexo Chilango                                   | México               |
| N/A                                  | Amparo Dávila                     | Cuentos reunidos                                | México               |
| N/A                                  | Varixs Autoxs                     | No nacemos machos                               |                      |
| 2018                                 |                                   |                                                 |                      |
| N/A                                  | Elena Ferrante                    | La amiga estupenda                              | Italia               |
| N/A                                  | Margaret Atwood                   | El cuento de la criada                          | Estados Unidos       |
| N/A                                  | Wendy Guerra                      | Negra                                           | Cuba                 |
| N/A                                  | Banana Yoshimoto                  | Kitchen                                         | Japón                |
| N/A                                  | Svetlana Aleksiévich              | La guerra no tiene rostro de mujer              | Bielorrusia          |
| N/A                                  | Camila Gutiérrez                  | No te ama                                       | Chile                |
| N/A                                  | Yaa Gyasi                         | Volver a casa                                   | Ghana                |
| N/A                                  | Arundhati Roy                     | El dios de las pequeñas cosas                   | India                |
| N/A                                  | Fernanda Melchor                  | Temporada de huracanes                          | México               |
| N/A                                  | Hannah Kent                       | Ritos funerarios                                | Australia            |
| N/A                                  | Astrid Lindgren                   | Pippi Calzaslargas                              | Suecia               |
| 2019 - #LeemosJuntas                 |                                   |                                                 |                      |
| Ensayo Feminista                     | Jessa Crispin                     | Por qué no soy feminsita                        | Estados Unidos       |
| Historias de muejeres negras         | Nnedi Okorafor                    | Binti                                           | Estados Unidos       |
| Placer y libertad sexual             | Ariel Levy (escritora)            | Chicas cerdas machistas                         | Estados Unidos       |
| Literatura infantil y juvenil        | Louisa May Alcott                 | Mujercitas                                      | Estados Unidos       |
| Maternidad                           | Brenda Navarro                    | Casas vacías                                    | México               |
| LGBT+                                | Jeanette Winterson                | Fruta prohibida                                 | Inglaterra           |
| Trata de personas                    | Lydia Cacho                       | Esclavas del poder                              | México               |
| El cuerpo femenino                   | Mithu Sanyal                      | Vulva                                           | Alemania             |
| Escritura de tu país                 | Sor Juana Inés de la Cruz         | Primero sueño                                   | México               |
| El horror en la literatura           | Angela Carter                     | La cámara sangrienta                            | Inglaterra           |
| Violencia de género: feminicidios    | Lydiette Carrión                  | La fosa de agua                                 | México               |
| 2020 - #ALImaginaria                 |                                   |                                                 |                      |
| Romance                              | Marcela Serrano                   | El albergue de las mujeres tristes              | Chile                |
| Fantasía Épica                       | Liliana Bodoc                     | Los días del Venado                             | Argentina            |
| Realismo mágico                      | Elena Garro                       | Los recuerdos del porvenir                      | México               |
| Fantasía                             | Liliana Colanzi                   | Nuestro Mundo Muerto                            | Bolivia              |
| Novela gráfica / comic               | Power Paola                       | Virus Tropical                                  | Ecuador              |
| Literatura de pueblos originarios    | Sol Ceh Moo                       | Sólo por ser mujer                              | México               |
| Ciencia ficción                      | Angélica Gorodischer              | Kalpa Imperial                                  | Argentina            |
| Novela histórica                     | Julia Álvarez                     | En el tiempo de las mariposas                   | Estados Unidos       |
| Thriller psicológico                 | Mónica Ojeda                      | Mandíbula                                       | Ecuador              |
| Novela negra                         | María Elvira Bermúdez             | Muerte a la zaga                                | México               |
| 2021 - #LasFavoritasLB4T             |                                   |                                                 |                      |
| Novela gráfica                       | Marjane Satrapi                   | Persépolis                                      | Irán                 |
| Literatura infantil y juvenil        | Martha Riva Palacio Obón          | Frecuencia Júpiter                              | México               |
| Poesía                               | Alejandra Pizarnik                | Poesía completa                                 | Argentina            |
| Novela histórica                     | Amy Tan                           | El club de la buena estrella                    | Estados Unidos       |
| Cuentos                              | María Fernanda Ampuero            | Pelea de gallos                                 | Ecuador              |
| Clásico moderno                      | Carmen Laforet                    | Nada                                            | España               |
| Terror                               | Mariana Enríquez                  | Nuestra parte de noche                          | Argentina            |
| De nuestro país                      | Josefina Vicens                   | El libro vacío                                  | México               |
| Clásico                              | Mary Shelley                      | Frankenstein o El moderno Prometeo              | Inglaterra           |
| Con adaptación a la pantalla         | Jane Austen                       | Orgullo y prejuicio                             | Inglaterra           |
| 2022 - #CaminarElCuerpo              |                                   |                                                 |                      |
| Ciencia ficción de escirtoras negras | Octavia Butler                    | Parentesco                                      | Estados Unidos       |
| Adolescencia                         | Ana Maria Machado                 | Siempre con mis amigos                          | Brasil               |
| Vejez                                | Anita Nair                        | El vagón de las mujeres                         | India                |
| Escritura desde la discapacidad      | Cece Bell                         | Súper Sorda                                     | Estados Unidos       |
| Dependencia de sustancias            | Lucia Berlin                      | Una noche en el paraíso                         | Estados Unidos       |
| Enfermedad                           | María Luisa Puga                  | Diario del dolor                                | México               |
| Escirtoras transgénero               | Carolina Unrein                   | Fatal: una crónica trans                        | Argentina            |
| Neurodivergencia                     | Elizabeth Wurtzel                 | Nación Prozac                                   | Estados Unidos       |
| 2023 - Útopias                       |                                   |                                                 |                      |
| Amor romántico                       | Amélie Nothomb                    | Ni de Eva ni de Adán                            | Bélgica              |
| Comunidad                            | Charlotte Perkins Gilman          | Matriarcadia                                    | Estados Unidos       |
| Infancias                            | Eiko Kadono                       | Nicky Aprendiz de bruja                         | Japón                |
| Naturaleza                           | Gabriela Damián Miravete          | La canción detrás de todas las cosas            | México               |
| Familia                              | Tove Jansson                      | Los Moomins: La llegada del cometa              | Suecia               |
| Identidad lingüística                | Yásnaya Elena Aguilar Gil         | Ää: Manifiestos sobre la diversidad lingüística | México               |
| Emociones                            | Lori Gottlieb                     | Deberías hablar con alguien                     | Estados Unidos       |
| Escritura                            | Ursula K. Le Guin                 | Contar es escuchar                              | Estados Unidos       |
| 2024 - #MirarElPresente              |                                   |                                                 |                      |
| Desplazamiento forzado               | Susan Abulhawa                    | El azul entre el cielo y el agua                | Palestina            |
| Dictadura y militarismo              | Josefina Licitra                  | 38 estrellas                                    | Argentina            |
| Violencia hacia la infancia          | Maya Angelou                      | Yo sé porque canta el pájaro enjaulado          | Estados Unidos       |
| Crisis ambiental                     | Rita Indiana                      | La mucama de Omicunlé                           | República Dominicana |
| Feminicidio                          | Cristina Rivera Garza             | El invencible verano de Liliana                 | México               |
| Acoso escolar                        | Yoshitoki Ōima                    | A Silent Voice                                  | Japón                |
| Pobreza y precariedad                | Eva Castañeda                     | Ensayos para una historia de economía doméstica | México               |
| 2025 - Tribu Lectora                 |                                   |                                                 |                      |
| N/A                                  | Gloria Anzaldúa                   | Borderlands / La Frontera: La nueva mestiza     | Estados Unidos       |
| N/A                                  | Gabriela Jáuregui                 | Feral                                           | México               |
| N/A                                  | Becky Chambers                    | El largo viaje a un pequeño planeta iracundo    | Estados Unidos       |
| N/A                                  | Elisa Loncon Antileo              | Txayenko. Eco de la cascada                     | Chile                |
| N/A                                  | Sangu Mandanna                    | La sociedad secreta de brujas rebeldes          | Inglaterra           |
| N/A                                  | Rebecca Solnit                    | Esperanza en la oscuridad                       | Estados Unidos       |